# Christoph Trummer
Christoph Trummer (* 2. November 1978 in Bern, heimatberechtigt in Frutigen) ist ein Schweizer Songwriter, Musiker, Autor und Kultur-Lobbyist. Er veröffentlicht seit 2002 unter seinem Familiennamen Musik, seit 2007 in Mundart. 2011 gewann er den Preis der Fondation SUISA für sein «ausserordentliches Werk als Singer-Songwriter». 2021 wurde er bei den Swiss Music Awards mit dem Artist Award ausgezeichnet, der von den anderen Musikschaffenden verliehen wird. Neben seiner künstlerischen Arbeit ist er als Kulturlobbyist beim Musikverband Sonart – Musikschaffende Schweiz und bei der Schweizer Interpretengenossenschaft SIG aktiv.

## Leben und Musik
Christoph Trummer ist in Frutigen aufgewachsen und hat seit der frühen Jugend Musik gemacht und Songs geschrieben. Von 1993 bis 2000 machte er eine Ausbildung zum Primarlehrer. 2002 ist im Eigenverlag eine erste EP erschienen, 2004 folgte das erste Album, Night Light. Nach mehreren USA-Reisen kehrte er 2007 in die Schweiz zurück und veröffentlichte ab da berndeutsche Songs.
2011 erhielt er den Preis der Fondation SUISA für sein «ausserordentliches Werk als Singer-Songwriter».
2014 erschien sein erstes CD-Buch, Heldelieder. Darin setzte er sich mit Migrations- und Lebensgeschichten auseinander, die in der Schweiz aufeinandertreffen: Songs, szenische Texte, Reisetagebucheinträge und Bilder des Malers Andreas Gefe.
2020 folgte nach weiteren Musikalben das zweite CD-Buch, Familienalbum. Darin geht Trummer mit Songs und einem autobiografischen Essay der Geschichte seiner früh verstorbenen Eltern nach und sucht nach den Spuren, die Familiengeschichte in den Kindern hinterlässt. Es kommen auch andere Stimmen zu Wort, und wiederum malte Andreas Gefe für das Buch Illustrationen. Das Werk brachte Trummer viel mediale Aufmerksamkeit und wurde von der Berner Zeitung als «literarischer Wurf» bezeichnet.
Als Texter und Co-Songwriter arbeitete er u. a. für Sina und Adrian Stern.
Trummer spielt Gitarre und singt bei der Alternative-Rockband «Vincent Vegas Last Dance», die 2021 ihr Debütalbum Youth + Death veröffentlichte. Als Gitarrist ist er weiter bei der Thuner Band «Amarillo Brillo» zu hören und als Schlagzeuger bei der Mundart-Folk-Band «The Cotton Mafia».

## Weitere Projekte
2009 spielte Trummer für das Musiktheater Herr Lehmann – Ein Berner in Berlin, nach dem Roman von Sven Regener, die Titelrolle. In den folgenden Jahren war er als Theatermusiker unter anderem für die Compagnien Schauplatz International, Frads und Jost & Berger auf der Bühne.
Von 2007 bis 2017 veranstaltete er im Café Kairo in Bern die offene Bühne «The Bridge».
Zusammen mit der Berner Musikerin Nadja Stoller tritt er mit Vertonungen von Texten der Frutigtaler Dichterin Maria Lauber auf. 2016 erschien im Zytglogge Verlag das Lesebuch Ischt net mys Tal emitts, dem eine CD mit den Vertonungen beigelegt war. Trummer arbeitete an dem Buch auch redaktionell mit und schrieb ein Vorwort. 2023 legten sie weitere Vertonungen vor.
Für das Theaterstück und Buch Vogellisi – Ein Naturmärchen textete er für die Oberländer Märchenbühne 2017 das Volkslied Vogel-Lisi neu und vertonte es.
Für die Regionalzeitung Frutigländer schreibt Trummer seit 2016 Kolumnen unter dem Titel Zwischen Berg und Bern.

## Politische Arbeit
Trummer arbeitet seit 2013 für den Verband der Schweizer Musikschaffenden, der seit der Fusion 2018 «Sonart – Schweizer Musikschaffende» heisst. Trummer war 2012 Gründungsmitglied des Vorgängerverbandes Musikschaffende Schweiz, den er ab der Fusion mit der «Action Swiss Music» 2013 bis zur Sonart-Fusion 2018 auch präsidierte. Bei Sonart war Trummer bis April 2022 zuständig für die politischen Projekte, das heisst für Lobbying und Öffentlichkeitsarbeit in der Schweizer Kulturpolitik. Seit April 2022 bleibt er als Vorstandsmitglied bei Sonart, im Juli 2022 wurde er ins Präsidium der Schweizer Interpretengenossenschaft SIG gewählt.

## Diskografie
- 2002: Trummer (EP, ohne Label)
- 2004: Night Light (Sound Service, produziert von Reto Burrell)
- 2005: Anyways (Sound Service, co-produziert von Peter Von Siebenthal)
- 2007: Im Schatte vo däm Bärg (Faze / MUVE)
- 2009: Dr ganz Wäg zrügg (The Bridge / Chop Records)
- 2010: WinterPlatte (EP, The Bridge)
- 2011: Fürne Königin (Endorphin / Irascible)
- 2014: Heldelieder (CD-Buch, Endorphin / Irascible)
- 2015: Loryplatz (LP mit CD, Endorphin / Irascible)
- 2018: Labor 1: Amne sichere Ort (CD / LP, Tourbo / Irascible)
- 2019: Dr ganz Wäg zrügg – Anniversary Edition (2 CDs, Tourbo / Irascible)
- 2020: Familienalbum (CD-Buch, Tourbo Music, Sound Service)